# Are You Jimmy Ray?
«Are You Jimmy Ray?» es una canción del cantante británico Jimmy Ray. Fue lanzada en noviembre de 1997 como el sencillo principal de su álbum debut homónimo. La canción alcanzó el puesto 13 en el Billboard Hot 100 de EE. UU. y en la lista de sencillos del Reino Unido. Tuvo más éxito en Canadá, alcanzando el número dos en la lista RPM Top Singles. Ha sido el sencillo más popular de Jimmy Ray hasta la fecha. Más tarde, Ray volvió a grabar esta canción como «Who Wants to Know» en su segundo álbum Live to Fight Another Day en 2017.

## Recepción de la crítica
El editor de Allmusic, Stephen Thomas Erlewine, describió la canción como "contagiosa". Larry Flick de Billboard lo llamó una "canción pop peculiar". Señaló que "la pregunta ahora es, ¿se convertirá en un fuego pop en toda regla, al estilo de Chumbawamba, el" Tubthumping "de la ruptura cantada de manera similar? Las posibilidades ciertamente están a su favor. La pista tiene un ritmo divertido y galopante, así como guitarras ásperas que recuerdan levemente a la nueva ola de los 80. ¿A quién le importa que la canción no parezca ser sobre nada en particular? Las palabras son lindas aunque completamente inocuas, y el coro es tan pegajoso como un algodón de azúcar ".  Tom Lanham de Entertainment Weekly dijo que Ray "combina alegremente ritmos techno con una bofetada de Sun-session y un coro femenino alegre".  Music & Media comentó que "ciertamente es Jimmy Ray, y esta pista brillante y rocosa garantiza que los programadores de radio de toda Europa no olviden el nombre de este chico larguirucho de Londres a toda prisa. Ray es una cara nueva, pero hay cierto grado de familarity [sic?]   sobre la música aquí; debe gran parte de su influencia a un riff de guitarra de Bo Diddley reelaborado ".  La gente dijo que Jimmy Ray "exuda el tipo de magnetismo animal que ha sido una rareza popular últimamente". 

## Posicionamiento en listas

### Lista de éxitos semanales
| Lista (1997–1998)                                  | Máxima posición |
| -------------------------------------------------- | --------------- |
| Alemania (Offizielle Deutsche Charts)              | 74              |
| Australia (ARIA)                                   | 84              |
| Canadá (RPM Top Singles)                           | 2               |
| Canadá ('RPM Adult Contemporary)                   | 18              |
| Escocia (Scottish Singles Sales Chart)             | 19              |
| España (AFYVE)                                     | 4               |
| Estados Unidos (Billboard Hot 100)                 | 13              |
| Estados Unidos (Adult Top 40)                      | 25              |
| Estados Unidos (Hot Dance Singles Sales Billboard) | 42              |
| Estados Unidos (Mainstream Top 40)                 | 10              |
| Europa (Eurochart Hot 100)                         | 79              |
| Hungría (Mahasz)                                   | 5               |
| Nueva Zelanda (Recorded Music NZ)                  | 31              |
| Reino Unido (UK Singles Chart)                     | 13              |
| Suecia (Sverigetopplistan)                         | 53              |

### Listas de fin de año
| Lista (1998)                       | Posición |
| ---------------------------------- | -------- |
| Canadá (Top Singles RPM)           | 25       |
| Estados Unidos (Billboard Hot 100) | 65       |